# Xã Columbia, Quận Tuscola, Michigan
Xã Columbia (tiếng Anh: Columbia Township) là một xã thuộc quận Tuscola, tiểu bang Michigan, Hoa Kỳ. Năm 2010, dân số của xã này là 1.284 người.